# امسكركيض (تاهلوانت)
امسكركيض هي إحدى مشيخات المملكة المغربية، تتبع جغرافيا لإقليم الصويرة وإداريًا لتاهلوانت. يقدر عدد سكانها بـ 2170 نسمة حسب الإحصاء الرسمي للسكان والسكنى لسنة 2004.